# The Panic in Needle Park
The Panic in Needle Park (titulada Pánico en Needle Park en España e Hispanoamérica y Pánico en el parque en Argentina) es una película estadounidense de drama romántico de 1971 dirigida por Jerry Schatzberg y protagonizada por Al Pacino y Kitty Winn. El guion fue escrito por Joan Didion y John Gregory Dunne, adaptado de la novela homónima de 1966 escrita por James Mills. Es la segunda aparición de Pacino en una película y su primera como protagonista.
La película retrata la vida de un grupo de adictos a la heroína que se reúnen en «Needle Park» (en español, «parque de las agujas»), el apodo de Verdi Square y Sherman Square en Nueva York. Se trata de una historia de amor entre Bobby, un joven adicto, y Helen, una mujer inquieta que encuentra a Bobby carismático. Ella se hace adicta, y la vida va cuesta abajo para ambos mientras sus adicciones empeoran.

## Argumento
En la ciudad de Nueva York, Helen regresa al apartamento que comparte con su novio, Marco, después de someterse a un antihigiénico aborto. Helen se enferma y Bobby, un afable traficante de drogas de poca monta a quien Marco le debe dinero, muestra una inesperada gentileza y preocupación por Helen. Helen considera volver con su disfuncional familia, pero se muda con Bobby, y cuando lo encuentra consumiendo drogas, él le explica que no es un adicto, sino que solo consume un poco.
En Sherman Square, apodado «Needle Park» («parque de las agujas») por los adictos que lo usan como lugar de reunión para drogarse, Bobby le presenta a Helen a varios conocidos, incluido su hermano Hank, que se gana la vida robando. Helen es testigo del intrincado ritual de los adictos que se inyectan heroína.
Bobby y Helen son desalojados de su apartamento por falta de pago y se mudan a uno más sórdido. Después de que Bobby le pida que le consiga heroína intercambiando favores sexuales con un traficante, Helen es arrestada por el detective Hotch, quien le dice: «Bobby ya te tiene consiguiendo para él, ¿eh?», dando a entender que esta es una tendencia común entre Bobby y sus novias. Luego le explica a Helen cómo es cuando hay pánico en Needle Park. El pánico ocurre cuando el suministro de heroína en la calle baja y los adictos comienzan a volverse unos contra otros, a menudo «delatando» o entregando a otros a la policía a cambio de favores. El oficial Hotch libera inesperadamente a Helen, quien regresa con Bobby, quien comienza a consumir más droga. Helen finalmente comienza también a inyectarse.
Pronto Bobby se da cuenta de que Helen está consumiendo y le propone matrimonio. Hank pregunta de qué vivirán y le ofrece a Bobby trabajo como ladrón, a lo que Helen se opone e insiste en que ella obtendrá un trabajo. Sin embargo, Helen renuncia rápidamente a su nuevo trabajo de camarera por no poder adaptarse a él. Bobby sufre una sobredosis justo antes de comenzar un trabajo con Hank. Hank está enojado con Bobby por poner en peligro sus planes, pero permite que Bobby lo ayude en otra noche, durante la cual Bobby es arrestado. Con Bobby en la cárcel, a Helen le resulta más difícil conseguir drogas y tiene relaciones sexuales con Hank a cambio de heroína. Cuando liberan a Bobby, él y Helen tienen una gran pelea.
Bobby convence a Santo, un importante traficante de drogas, de que le permita manejar la distribución en Needle Park, mientras Helen se dedica a la prostitución. Después de que Bobby distribuye las drogas de Santo, los residentes de Needle Park están felices de tener una fuente confiable. A medida que la salud de Helen se deteriora por el aumento del consumo de drogas, su relación con Bobby se ve afectada y Hotch la vigila. Después de que Helen y uno de sus clientes son detenidos, Hotch le pide al oficial que la deje libre, ya que la necesita para algo que está planeando.
La madre de Helen le escribe invitándola a encontrarse con amigos de la familia que están de visita en la ciudad. A regañadientes, Helen acepta, vistiéndose con cuidado para ocultar las marcas de sus brazos. En lugar de reunirse con los amigos, recoge a un cliente, a quien Bobby asusta cuando los encuentra juntos. Al darse cuenta de que han pasado por muchas cosas, toman el ferry hacia el campo y compran un cachorro. En el viaje de regreso, hablan sobre empezar de nuevo y alejarse de Needle Park, pero Bobby se niega y convence a Helen de que se inyecte en el baño de hombres del ferry. Cuando el cachorro comienza a quejarse, Bobby lo pone fuera del baño. Cuando Helen descubre que el perro ha desaparecido, lo ve justo antes de que este se caiga del extremo del ferry al agua.
Helen va a ver a su exnovio, Marco, pero pronto regresa con Bobby para robarle drogas. Con necesidad de drogarse, Helen acude a un médico y le dice que necesita medicamentos para el dolor. Consciente de que Helen es adicta, el médico le da algunas muestras y le pide que nunca regrese. Más tarde es arrestada por vender pastillas a unos jóvenes y Hotch le advierte sobre los peligros de la prisión de mujeres. Sabiendo que Bobby puede llevarlos a Santo, le ofrece a Helen un trato si ella los ayuda a atrapar a Bobby mientras recoge las drogas.
Durante las próximas semanas, Hotch se acerca a Helen varias veces, recordándole su juicio pendiente. Deprimida, consume más drogas, pero finalmente accede a ayudar a la policía. Una noche, un pelotón de policías captura a Bobby con una gran cantidad de heroína. Bobby se enfurece al ver Helen en la calle, dándose cuenta de que lo delató. Meses después, cuando es liberado, Helen lo espera en la puerta de la cárcel. Aunque su primer impulso es rechazarla, se vuelve hacia ella y le pregunta «¿Y bien?», y se alejan caminando juntos.

## Elenco
- Al Pacino como Bobby
- Kitty Winn como Helen Reeves
- Alan Vint como Detective Hotch
- Richard Bright como Hank
- Kiel Martin como Chico
- Michael McClanathan como Sonny
- Warren Finnerty como Sammy
- Marcia Jean Kurtz como Marcie
- Raúl Juliá como Marco
- Angie Ortega como Irene
- Larry Marshall como Mickey
- Paul Mace como Whitey
- Nancy MacKay como Penny
- Gil Rogers como Robins
- Joe Santos como Detective DiBono
- Paul Sorvino como Samuels
- Arnold Williams como Freddy
- Sully Boyar como Doctor
- Ruth Alda como Enfermera

## Producción
La película está basada en la novela homónima de James Mills, de 1966, que a su vez se había inspirado en el ensayo pictórico de dos partes de Mills en los números del 26 de febrero y 5 de marzo de 1965 de la revista Life. Según una noticia de The Hollywood Reporter de noviembre de 1967, los derechos cinematográficos de la novela habían sido comprados en un principio por Avco Embassy Pictures y, según una noticia de Variety de marzo de 1969, los derechos fueron posteriormente adquiridos por el productor Dominick Dunne, siendo el guion escrito por su hermano John Gregory Dunne y su cuñada Joan Didion. Didion vendía la trama a los potenciales productores como «Romeo y Julieta en heroína». Aunque el productor Dominick Dunne había acordado un presupuesto de menos de un millón de dólares con Avco Embassy Pictures, este consiguió que el estudio lo alojase en un lujoso hotel de Manhattan. Los guionistas, por el contrario, prefirieron un hotel más modesto cercano a Sherman Square como parte de su investigación.
El principal candidato para interpretar al personaje de Bobby era el cantante de The Doors, Jim Morrison. Didion y Dunne visitaron a Morrison durante la grabación del álbum Waiting for the Sun, pero el cantante llegó tarde y drogado a la reunión y se comportó de manera agresiva y poco comunicativa. Inesperadamente, Avco Embassy Pictures canceló el proyecto, pero Dominick Dunne logró atraer el interés de 20th Century Fox. El director Jerry Schatzberg fue contratado por Dunne teniendo como referencia su anterior trabajo, Puzzle of a Downfall Child (1970). De acuerdo con Dunne, la lista de candidatos para protagonizar The Panic in Needle Park finalmente se acortó a «dos desconocidos: Al Pacino y Robert De Niro» y añadió que el segundo «se arrodilló en el piso, se arrodilló realmente» rogándole que no le diera el papel a Pacino. 20th Century Fox tampoco quería a Pacino para el rol al considerarlo «demasiado étnico». Los ejecutivos Richard D. Zanuck y David Brown Baren querían a alguien «más alto, de más atractivo físico y más conocido». No obstante, Pacino era el favorito de Schatzberg, quien había visto sus habilidades como actor en las obras The Indian Wants the Bronx y Does a Tiger Wear a Necktie?. El director había conocido a Pacino tras una de sus actuaciones en Broadway y había quedado impresionado por la diferencia entre su personaje en la obra y su personalidad. Fox quería incluir a Mia Farrow como la protagonista femenina, lo que le resultó inadecuado al director, quien insistió con Kitty Winn.
La filmación comenzó en el otoño de 1970 en las inmediaciones del Museo Americano de Historia Natural. Con alrededor de un mes y medio de preparación, el rodaje se llevó a cabo durante diez semanas. Como se señala en los créditos del filme, la película se rodó íntegramente en la ciudad de Nueva York. Según las notas de producción del estudio, se rodó parte en Needle Park y el área del Upper West Side de Nueva York, en el Riverside Park, en una prisión y sala de hospital de Nueva York, en el ferry de Staten Island y en el East Village. Las notas del estudio informaron que el maquillador Herman Buchman estudió las marcas de los brazos de los pacientes del hospital y de las víctimas en las morgues y logró un aspecto auténtico para los actores mediante el uso de un líquido llamado colodión flexible. En las escenas en las que los actores parecen inyectarse ellos mismos, una enfermera registrada estaba en el set, actuando como asesora técnica. Al Pacino se reunió con algunos adictos en centros de rehabilitación, quienes le enseñaron las técnicas utilizadas para inyectarse. «Interpretaba el papel de alguien que traficaba droga en la esquina de una calle, y allí mismo había un tipo que realmente traficaba heroína. Lo miré, él me miró y me confundí mucho», recordó el actor. Según Schatzberg, algunos de los actores ya sabían inyectarse y dejó en claro que no iba a permitir la presencia de drogas durante la realización de su película, aunque más tarde se enteró de que uno de los actores se llegó a drogar durante la filmación.

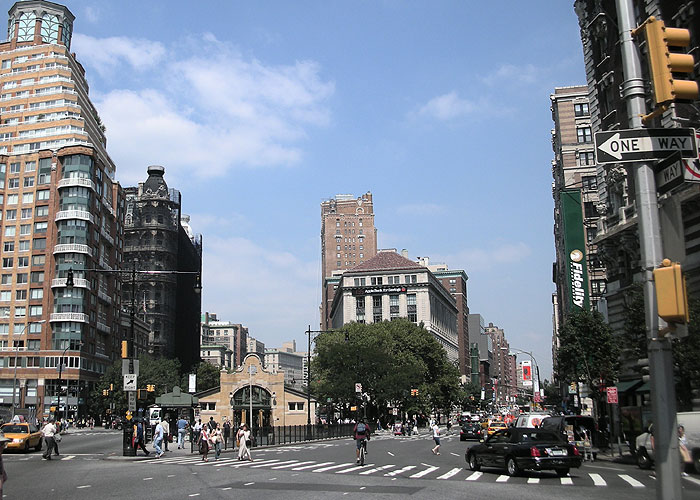
La Calle 72 en Verdi Square, Nueva York. A la izquierda se puede ver la estación de la Calle 72 del Metro de Nueva York.

En un principio, Ned Rorem iba a componer la banda sonora de la película hasta que se decidió que para crear una atmósfera adecuada no se usaría música (la banda sonora sin usar se incluyó como contenido extra en el Blu-ray) solo el sonido ambiente. Gran parte de la película presenta imágenes de estilo cine de realidad. Se cree que es la primera película convencional que presenta imágenes de inyección de drogas real.

## Estreno
The Panic in Needle Park se estrenó en el Festival de Cannes en mayo de 1971, al que asistieron el director, los guionistas, los productores y Kitty Winn, quienes fueron ovacionados tras la proyección; Al Pacino se encontraba filmando El padrino. La película fue clasificada «X» por algunos países europeos, como Alemania, por su descripción dura y realista del consumo de drogas y la violencia y fue prohibida por completo en el Reino Unido hasta 1974. Muchas de las decisiones de las juntas censoras se hicieron debido a aspectos de estas películas que no eran necesariamente pornográficos, como fue el caso de otras obras significativas como Asesino implacable, de Mike Hodges, Perros de paja, de Sam Peckinpah, La naranja mecánica, de Stanley Kubrick (todas de 1971) y Deliverance (1972), de John Boorman. Por lo tanto, el cine de principios de 1970 se suele citar como una fase significativa de películas con clasificación X que no necesariamente eran pornográficas.
The Panic in Needle Park fue el primer papel protagónico de Al Pacino en un largometraje, aunque no fue ni su debut cinematográfico ni el de Kitty Winn, como erróneamente señalaron el estudio y algunas reseñas. Fue el primer largometraje de Raúl Juliá.

### Formato doméstico
La película fue editada en Blu-ray a través de Twilight Time el 14 de junio de 2016 con su limitación habitual de producir solo 3000 copias.

## Recepción

### Críticas
En el agregador de reseñas Rotten Tomatoes, el filme tiene un índice de aprobación del 86 % basado en 14 reseñas, con un promedio ponderado de 7,2 sobre 10.
Roger Ebert del Chicago Sun-Times le dio tres estrellas y media sobre cuatro y escribió que «la película vive y se mueve. No está llena de cortes rápidos o montajes efectistas, pero la dirección de Jerry Schatzberg es tan segura que cubrimos el terreno sin esfuerzo. Conocemos a los personajes, llegamos a conocer ese mundo. Especialmente, conocemos la relación entre Bobby y Helen, y gracias a Dios los realizadores tuvieron el buen gusto de no matarlos al final solo porque eso está tan de moda en estos días». Arthur D. Murphy de Variety describió la película como «un triunfo total. Valiente, convincente y vívida hasta el punto de la repulsión pero tan artísticamente perfecta que uno no puede apartar la mirada, es una tragedia abrumadora sobre la adicción urbana a las drogas».
Gene Siskel del Chicago Tribune le dio a la película dos estrellas sobre cuatro y escribió: «A pesar de la cantidad de primeros planos de agujas que perforan las venas, Panic es poco más que una historia de amor tradicional ambientada en la cultura de las drogas del West Side de Nueva York... La película no es un drama especialmente interesante ni una película antidrogas eficaz. Creo que al director Jerry Schatzberg le gustaría que fueran ambas cosas». Charles Champlin, de Los Angeles Times, dijo que «es la última de las películas sobre drogas. También, creo, la mejor de ellas. Pero en ese caso, también es un callejón sin salida, es decir, define y agota las posibilidades de la película que se contenta con describir (aunque sea precisa y horriblemente) el entorno de las drogas y no elige ir más allá de las superficies a las causas».

### Premios y nominaciones
Por su interpretación de Helen, Winn ganó el premio a la mejor actriz en el Festival de Cannes de 1971. La película y su director, Jerry Schatzberg, también fueron nominados a la Palma de Oro.